# Desultor
Desultor depressus es una especie extinta de araña araneomorfa de la familia Clubionidae. Es el único miembro del género monotípico Desultor.
Fue descubierta incrustada en ámbar del mar Báltico. Data del Paleógeno.